# ホッチキス Mle1922軽機関銃
ホッチキス Mle1922軽機関銃（ホッチキス Mle1922けいきかんじゅう, Hotchkiss Mle1922, ホッチキス M1922）は、フランスの兵器メーカーであるオチキス社が戦間期に開発した軽機関銃である。

## 概要
Mle1922は第一次世界大戦後にフランスのオチキス社で開発された軽機関銃であり、主に国外向けに販売された。Mle1922を軍の正式な装備として採用した国はギリシャなど少数に留まっているが、中華民国やスペインなどにも輸出されていた。また、オチキス社はMle1922の販売に当たって顧客の提示する細かな要求にも柔軟に対応しており、結果として給弾機構や使用弾薬などが異なる複数のバリエーションが製造された。

## 特徴
給弾機構は同社製の機関銃であるMle1909やMle1914と同じく保弾板を用いる仕様と、箱型弾倉を用いる仕様が開発され、双方とも空薬莢はレシーバー下部から排莢された。
また、Mle1922にはセミオートの設定が無かったもののレート・リデューサーが組み込まれており、セレクターの操作により発射速度の高低を切り替えることができた。
最も標準的な仕様では円錐型のハイダー、ピストルグリップと一体の木製ストック、折り畳み可能なバイポッドが付属するが、その他にもキャリングハンドルや腰だめ撃ちの際に使用する垂直フォアグリップ、ヘビーバレルなどのオプションも存在した。

## 派生型
Mle1922
基本形。
Mle1924（Vz.24）
7.92×57mmモーゼル弾を使用するチェコスロバキア向けモデル。
Mle1926
6.5×54mm弾を使用するギリシャ向けモデル。
Mle1934
7.5×54mmフレンチ弾を使用する自国軍向けモデル。
また、前述の通りこの他にも複数のバリエーションが開発されている。

## 使用国

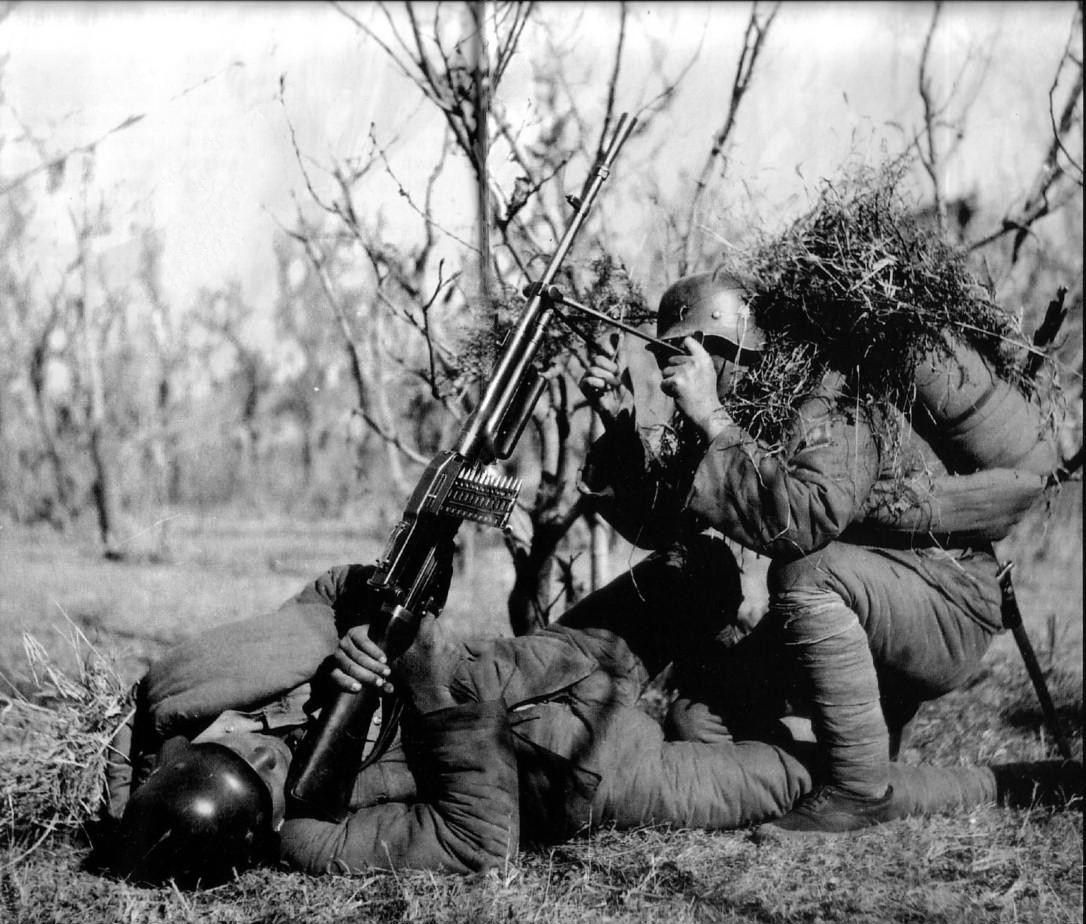
保弾板を使うMle1922で対空射撃の姿勢を取る国民革命軍の兵士

- イギリス - .303ブリティッシュ弾仕様を試験的に購入[2]。
- ギリシャ - Mle1926を軍の制式装備として運用[3]。
- スペイン - 7x57mmモーゼル弾仕様を3000丁購入[4]。
- チェコスロバキア - Mle1924（Vz.24）を1000丁購入[5]。
- 中華民国 - 1931年から1939年の間に7.92×57mmモーゼル弾仕様を導入[3]。
- トルコ - 7.92×57mmモーゼル弾仕様を運用[2]。
- フランス - Mle1934を大レバノンとフランス領インドシナで使用。
- ブラジル - 7x57mmモーゼル弾仕様を運用[6]。
- ベトナム - 第一次インドシナ戦争時にベトナム独立同盟会（ベトミン）が使用[7]。